# Paul Cauuet
Paul Cauuet est un dessinateur et coloriste de bande dessinée français, né le 11 juin 1980 à Toulouse.

## Biographie
Son père est dessinateur publicitaire et ses parents l'incitent à suivre la voie qui lui plaît. Il fait des études d’arts appliqués à l’Université Toulouse Le Mirail. L'auteur se dit profondément influencé par Régis Loisel et Hermann. Cauuet rencontre le scénariste Guillaume Clavery et leur première bande dessinée est publiée en 2003 aux Éditions Delcourt : Aster, une série d'heroic fantasy en 4 tomes. BD Gest note la progression du dessinateur dans la succession des albums, ; pour les couleurs, il emploie les technologies informatiques.
Il rencontre le scénariste Wilfrid Lupano à Toulouse ; tous deux deviennent amis et, en 2010, ils collaborent pour L'Honneur des Tzarom aux Éditions Delcourt, une série en deux tomes qui porte sur « les aventures de gitans dans l'espace », dans un ton humoristique ; le travail de Cauuet, malgré quelques imperfections, se signale par son caractère « vivant et haut en couleur », le sens des détails, de la mise en scène et du mouvement selon BD Gest. Si, sur BoDoï, le scénario laisse sceptique, « le dessin cartoon, élastique et joliment coloré de Paul Cauuet » est adapté à l'intrigue.
En 2014, Paul Cauuet et Wilfrid Lupano se retrouvent pour une nouvelle série Les Vieux Fourneaux éditée aux Éditions Dargaud. Le récit, une « comédie sur fond de luttes sociales et de conflits des générations », met en scène trois septuagénaires « soudés par une commune aversion envers l'autorité ». Ce scénario correspond à la volonté de rompre avec le stéréotype de héros jeunes et forts, tout en puisant son inspiration dans la région où vivent les auteurs. Pour cette œuvre, le dessinateur emploie les méthodes classiques, sans recourir aux outils informatiques. Dans Le Figaro, la chroniqueuse BD Aurélia Vertaldi décrit le dessin comme « nerveux et expressif », rehaussé de « couleurs sobres et lumineuses qui mettent en exergue le caractère bien trempé de nos héros du troisième âge ». BoDoï, pour le volume deux, signale « le trait toujours agréable et dynamique de Paul Cauuet ».
Le tome 1 de la série obtient le prix des Libraires de BD 2014, le prix de la BD Fnac Belgique 2015,, et le Prix du public Cultura au Festival d'Angoulême 2015. La série obtient également un grand succès public et fait l'objet d'une adaptation au cinéma en 2018, avec une suite en 2022. Cauuet exerce à l'atelier collectif La Mine à Toulouse.
En parallèle, Cauuet co-dessine avec Mayana Itoïz le premier tome de la série Le Loup en slip destinée à la jeunesse.

### Vie familiale
Cauuet a une compagne et ils ont deux enfants.

## Œuvres
- Aster (dessin et couleurs), avec Guillaume Clavery (scénario), Delcourt, coll. « Terres de Légendes » :

1. Oupanishads, 2003
2. Aryamâ, 2004
3. Yajnah, 2006
4. Tattva, 2008

- L'Honneur des Tzarom (dessin et couleurs), avec Wilfrid Lupano (scénario), Delcourt, coll. « Neopolis » :

1. Cellules familiales, 2010
2. Le Théorème de l'exfiltration, 2011

- Les Vieux Fourneaux (dessin et couleurs), avec Wilfrid Lupano (scénario), Dargaud :

1. Ceux qui restent, 2014 - Prix des libraires de bande dessinée 2014 - Prix du public Cultura au Festival d'Angoulême 2015 - Prix de la BD Fnac Belgique 2015[13],[14]
2. Bonny and Pierrot, 2014
3. Celui qui part, 2015
4. La Magicienne, 2017
5. Bons pour l'asile, 2018
6. L'Oreille bouchée, 2020
7. Chauds comme le climat, 2022

- Le Loup en slip, tome 1, scénario de Wilfrid Lupano, co-dessiné avec Mayana Itoïz, couleurs de Mayana Itoïz, Dargaud novembre 2016  (ISBN 978-2-505-06720-7) (BNF 45155285)

## Prix et distinctions
- 2014 : 
  - Prix des Libraires de BD pour Les Vieux Fourneaux, t. 1 : Ceux qui restent (avec  Wilfrid Lupano)
  -  Prix Saint-Michel du meilleur album francophone pour Les Vieux Fourneaux, t. 1 : Ceux qui restent (avec  Wilfrid Lupano)
- 2015 :
  - Prix du public Cultura au festival d'Angoulême pour Les Vieux Fourneaux, t. 1 : Ceux qui restent (avec  Wilfrid Lupano)
  -  Prix de la BD Fnac Belgique pour Les Vieux Fourneaux, t. 1 : Ceux qui restent (avec  Wilfrid Lupano)
- 2018 :  Prix Saint-Michel Humour pour Les Vieux Fourneaux, t. 4 : La Magicienne (avec Wilfrid Lupano)
- 2020 :  prix Sproing de la meilleure bande dessinée étrangère pour Les Vieux Fourneaux (avec Wilfrid Lupano)[16]